# 大久保三代
大久保 三代（おおくぼ みよ、現姓:加納、1976年（昭和51年）7月27日 - ）は、日本の元政治家。衆議院議員を1期務めた。
社会福祉士・精神保健福祉士・保育士の資格を持つ。厚生労働省老人保健健康増進等事業において主任研究員として主に介護福祉分野での研究業績がある。

## 来歴・人物

### 政界入り前
鹿児島県鹿児島市出身。7人家族。祖父母の代から、離島や中山間地といった僻地医療に取り組む家庭で育った。1983年、父親が鹿児島県下甑島に移住。
東京女子大学卒業後、家業の診療所を手伝う中、当時大分県知事を務めていた平松守彦の著書「グローバルに考えて、ローカルに行動せよ」を読み、「何もないということは、今からなんでも作れるってことなんだ」と悟り大分県臼杵市へ移住、地域おこしグループに入り活動を始める。農村・漁村ツーリズムや食育、少子化対策の男女の出会いの場づくりなどに取り組む傍ら、観光キャンペーンガール、ケーブルテレビ局キャスターを務めていた。やがて人権啓発グループ「ぷぷら」の代表となる。また、大分県男女共同参画審議会委員に当時最年少で選ばれた経歴を有する。
2003年、26歳でNHK北九州放送局の契約キャスターになるも、リストラで退局。北九州の劇団に入って役者として活動しながら、地域が抱える数々の問題に直面し政治を志す。一方、最近の発言によると、「政治の道を志したのは、平松守彦元知事のお導きで、豊の国づくり塾という地域リーダー養成塾で勉強したのです（ママ）」と述べている。自民党大分県連の公募に4回不合格。30歳で慶應義塾大学大学院に入学。修士課程を修了後に、慶應義塾大学グローバルセキュリティ研究所（当時竹中平蔵所長）の助教になる。

### 政界での活動
その後、結婚と離婚、再婚を経て妊娠するが、切迫流産・早産の危機に直面し、仕事を辞める。2012年5月30日、自民党宮城県連からの推薦を経て宮城5区支部長に正式就任。宮城5区の対立候補は閣僚経験者で5回連続当選を続けている民主党の安住淳であった。安住はNHKの元職員記者であり、大久保は元契約キャスターであることから「NHK正社員VS契約社員の対決」として話題となった。選挙の結果、大久保は安住に3万票以上の大差をつけられ敗れるが、重複立候補していた比例東北ブロックで復活し初当選、同選挙区で初めての比例復活当選者となる。
当選後は東日本大震災で最大の被害者を出した石巻市を本拠地とする与党政治家として活動するが、「数多く訪問するべきなんだけど、つい足がとまってしまうのです。ソーシャルワーカー魂を触発される事例と出会ってしまうから」と、仮設住宅訪問には消極的な発言もあった。
第47回衆議院議員総選挙について、大久保は自民党宮城県連に対して「安住氏に勝てる候補を現職優先にとらわれず（候補者の人選をするよう）」と訴えたものの、地元出身者の候補は現れず、党県連は候補者選定を「党本部に一任」した。そこで、大久保は宮城5区の公認申請の意思を明らかにし、同時に選挙区を委譲するなら「地元出身（地方議員経験）者か野党候補者に対抗し得る知名度のある人物」であることを条件に挙げた。しかし、結果として大久保は地元からの推薦を得られず、公認申請は不調に終わり、2014年11月25日発表の自民党の第一次公認候補予定者（小選挙区・比例区とも）のリストに大久保の名前は無かった。大久保に代わって宮城5区の候補者となったのは前衆議院議員勝沼栄明（前回比例北海道ブロックで当選）で、大久保は勝手連として勝沼支援を表明したが、最終的に勝沼は選挙区で敗れて比例復活での当選となった。選挙後、大久保は自身のブログにて「実はわたしは、できることなら、公認をもらいたくなかったのです」と述べ、わざと公認が得られないように行動したのだと主張した。なお、公認を得られなかった直後には「もう一度ゼロから政治の道を志すことに決めました」と述べていたものの、三週間後には「国会議員を経験してわかったことは真に人のため、社会のために働けるのは現場の人」として「だから私は、かえります。現場に」と政界からの引退を示唆した。しかし、その後、大久保は当該記事を削除して「大久保は引退を表明したことになっているのですが、引退は”いたしません”」と方針を転換した。また同時に、「自民党はいったん離党する意向ですが、他党に移る意思はございません」と述べた。
2015年3月30日、大衡村村長選の立候補予定者説明会に出席し立候補を検討するが、4月10日に「日程の調整が付かない」として立候補を断念。その後は7月に実施された仙台市議会議員選挙に泉選挙区より無所属で立候補するが落選。更に同年10月の宮城県議会議員選挙に泉選挙区より無所属で立候補するも落選した。
2017年5月1日、他候補に先んじ、同年7月投開票の仙台市長選に無所属で立候補する意向を正式表明。市役所で記者会見した大久保は「選挙が迫っているのに誰も立候補を表明せず、政策論争が行われない現状を危惧する」と強調。老朽化した市有施設や学校の統廃合、市バス事業の民営化に取り組む考えを示し、「職員のためではなく、市民のための市役所にしたい」と述べた。無所属で立候補したが最下位で落選して供託金を没収された（当選者は郡和子）。更に同年10月に実施された宮城県議会補欠選挙では名取市選挙区より無所属で立候補するも落選した。2019年10月、宮城県議会議員選挙に名取市選挙区より立候補するも、候補者4人中最下位で落選。
2020年7月2日、名取市長選挙に無所属で立候補することを表明。同月12日投開票の結果、現職の山田司郎に大差で敗れ落選した。
2021年6月24日、仙台市長選挙に無所属で立候補する意向を示し、同年7月6日、同市内で記者会見を開き立候補表明を行った。選挙戦は現職の郡との一騎打ちになったが、8月1日の投開票の結果、大差で落選した。
2021年10月11日、同年10月31日投開票の宮城県議会議員補欠選挙に石巻・牡鹿選挙区より無所属で立候補することを表明。投開票の結果、落選。
2022年1月29日、同年2月6日投開票の宮城郡利府町長選挙に無所属で立候補することを表明。投開票の結果、落選。
2023年7月21日、同年7月30日投開票の仙台市議会議員選挙に泉区選挙区から無所属で立候補したが、投開票の結果、落選。

## 活動

### 公式ブログを駆使した情報発信
主に子育て支援政策や介護福祉政策、被災地復興政策についての提言や意見が紹介されている。一方で、その内容が党批判であったり地元批判を含むということで、地元からの求心力低下に繋がったという見方がある。
なお、議員失職後にはブログにて地元の県議や自民党関係者が代議士である大久保を支援せず、情報を与えず孤立させて活動させない「国会議員お人形化作戦」を行ったと非難している。誰が町内会長や民生委員かなどの情報も得られず、地域の行事予定等も知らせて貰えなかったと主張している。大久保は後日ブログにおいて「公開されているお名前と担当地域をもとに電話帳をめくり、住所を調べて、ゼンリンの地図にマーキングをする作業」と民生委員等を訪問し、対話するというプロセスが煩瑣であったことを説明したかったと釈明した。
自民党宮城県議団との確執・対立についても語っており、2014年12月29日には「県議さんが、夫の職場（石巻市内）に圧力をかけて転勤を画策しているとの噂」があると述べており、配偶者の勤務先に圧力をかけたと目される県議会議員を非難している。また、2015年1月12日の記事によると、県政への出馬に意欲を示し「宮城県のため、仙台のため、泉区のため何より若い人たちのために、働きますよ」と表明する一方で、「同じ町内会に自民党の長老の県議さんがお住まいなのですでに立候補させない包囲網は作られつつあります」と自民党県議から政治活動に対して妨害を受けているとの見解を示した。

## 政策・主張
- 憲法改正に賛成[32]。
- 集団的自衛権の行使を禁じた政府の憲法解釈を見直すことに賛成[32]。
- 日本の核武装について今後の国際情勢によっては検討すべきとしている[32]。
- 女性宮家の創設に反対[32]。
- 日本のTPP参加に反対[32]。
- 選択的夫婦別姓制度の導入に賛成[33]。

## 事件
- 2020年7月23日、医師の夫が嘱託殺人の疑いで逮捕された[34]。これを受けて大久保は公式ブログにて「ご本人様、ご遺族には心よりお詫び申し上げます」と書いた上で「夫がアルバイトなどで時間の切り売りをすることはずっと反対で、厳しく叱って参りましたが、その思いは通じることがなく、私に隠れてアルバイトを繰り返し、結果このような事態になったことが、とにかく言葉がみつかりません」と綴った[35][36]。同月24日は夫の経営する名取市のクリニックで記者会見を行ない[37][38]、25日にはYoutubeにも自身で説明動画を投稿した[39]。

- 事件後夫と離婚し、旧姓の「加納」に復している。福祉施設を運営する合同会社の代表を務める[40][22]。2021年の仙台市長選挙については「加納」姓による出馬となった。

## 選挙歴
| 当落 | 選挙                   | 執行日         | 年齢 | 選挙区           | 政党       | 得票数    | 得票率 | 定数 | 得票順位 /候補者数 | 政党内比例順位 /政党当選者数 |
| ---- | ---------------------- | -------------- | ---- | ---------------- | ---------- | --------- | ------ | ---- | ------------------ | ---------------------------- |
| 比当 | 第46回衆議院議員総選挙 | 2012年12月16日 | 36   | 宮城5区          | 自由民主党 | 3万138票  | 27.71  | 1    | 2/5                | 4/5                          |
| 落   | 仙台市議会議員選挙     | 2015年8月2日   | 39   | 泉区選挙区       | 無所属     | 1772票    | 2.75   | 11   | 13/14              | /                            |
| 落   | 宮城県議会議員選挙     | 2015年10月25日 | 39   | 仙台市泉区選挙区 | 無所属     | 1956票    | 3.14   | 5    | 9/10               | /                            |
| 落   | 仙台市長選挙           | 2017年7月23日  | 40   | ――               | 無所属     | 8924票    | 2.32   | 1    | 4/4                | /                            |
| 落   | 宮城県議会議員補欠選挙 | 2017年10月22日 | 41   | 名取市選挙区     | 無所属     | 1万2414票 | 41.34  | 1    | 2/2                | /                            |
| 落   | 宮城県議会議員選挙     | 2019年10月27日 | 43   | 名取市選挙区     | 無所属     | 1760票    | 8.26   | 2    | 4/4                | /                            |
| 落   | 名取市長選挙           | 2020年7月12日  | 43   | ――               | 無所属     | 2518票    | 11.25  | 1    | 2/2                | /                            |
| 落   | 仙台市長選挙           | 2021年8月2日   | 45   | ――               | 無所属     | 3万8567票 | 15.56  | 1    | 2/2                | /                            |
| 落   | 宮城県議会議員補欠選挙 | 2021年10月31日 | 45   | 石巻・牡鹿選挙区 | 無所属     | 2万2229票 | 34.2   | 1    | 2/2                | /                            |
| 落   | 利府町長選挙           | 2022年2月6日   | 45   | ――               | 無所属     | 1528票    | 14.98  | 1    | 2/2                | /                            |
| 落   | 仙台市議会議員選挙     | 2023年7月30日  | 47   | 泉区選挙区       | 無所属     | 1081票    | 1.72   | 11   | 15/15              | /                            |

- 2020年の名取市長選挙までは「大久保」姓による出馬であったが、2021年の仙台市長選挙以降は「加納」姓を名乗り出馬している。

## 所属団体・議員連盟
- 神道政治連盟国会議員懇談会
- TPP交渉における国益を守り抜く会